# John Obi Mikel
John Michael Nchekwube Obinna (ur. 22 kwietnia 1987 w Dżosie) – nigeryjski piłkarz, który występował na pozycji defensywnego pomocnika. Złoty medalista Puchar Narodów Afryki w 2013 roku. Uczestnik Mistrzostw Świata w 2014 oraz Mistrzostw Świata w 2018 roku. Większość swojej kariery spędził w angielskim klubie Chelsea.

## Kariera klubowa
W latach 2003–2004 reprezentował barwy nigeryjskiego klubu Plateau United. 1 października 2004 podpisał kontrakt z norweskim Lyn Fotball. W Tippeligaen zadebiutował 24 kwietnia 2005 w meczu z IK Start, natomiast pierwszego gola strzelił 1 maja w spotkaniu z Molde FK, przyczyniając się do zwycięstwa 6:1. W sezonie 2005 rozegrał łącznie sześć pojedynków w lidze norweskiej.
29 kwietnia 2005 Manchester United ogłosił, że doszedł do porozumienia z Lyn w sprawie transferu Mikela. Jednocześnie zainteresowanie jego pozyskaniem wyrażała Chelsea FC, która namawiała młodego piłkarza do zmiany barw klubowych. Sprawa trafiła więc do UEFA, następnie zaś do FIFA. Ta ostatnia organizacja nakazała w sierpniu 2005 powrócić Mikelowi do norweskiego zespołu. Ostatecznie w czerwcu 2006 roku kluby doszły do porozumienia – zawodnik przeszedł do Chelsea.
W londyńskim klubie zadebiutował 13 sierpnia 2006 w przegranym 1:2 meczu o Tarczę Wspólnoty z Liverpoolem, zmieniając w drugiej połowie Paulo Ferreirę. Po raz pierwszy w Premier League zagrał 20 sierpnia w spotkaniu z Manchesterem City, natomiast pierwszego gola strzelił 6 stycznia 2007 w pojedynku pucharu Anglii z Macclesfield Town. Wraz z Chelsea został mistrzem Anglii (2010), czterokrotnie wywalczył puchar kraju (2007, 2009, 2010, 2012), raz zdobył Puchar Ligi Angielskiej (2007) oraz sięgnął po Tarczę Wspólnoty (2009). Ponadto w sezonie 2007/2008 dotarł z londyńskim zespołem do finału Ligi Mistrzów – w nim jednak nie wystąpił. Cztery lata później (2012) wraz z Chelsea wygrał rozgrywki Ligi Mistrzów – w finałowym meczu z Bayernem Monachium zagrał w podstawowym składzie. 21 września 2013 w wygranym przez Chelsea meczu ligowym z drużyną Fulham Londyn zdobył swoją pierwszą ligową bramkę w barwach "The Blues". Oficjalnie zmienił nazwisko z John Obi Mikel na Mikel John Obi.
6 stycznia 2017 został ogłoszony nowym piłkarzem chińskiego klubu Tianjin Teda. Następnie był zawodnikiem klubów: Middlesbrough F.C. (2019) i Trabzonsporu z Turcji (2019–2020).
20 sierpnia 2020 roku przeszedł do angielskiego klubu Stoke City, grającego wtedy w drugiej klasie rozgrywkowej w Anglii.
5 lipca 2021 roku trafił do kuwejckiego klubu Kuwait SC.
27 września 2022 roku zakończył piłkarską karierę.

## Kariera reprezentacyjna
W 2003 roku wraz z reprezentacją Nigerii do lat 17 wziął udział w mistrzostwach świata w Finlandii – wystąpił w trzech meczach i strzelił jednego gola (w spotkaniu z Australią), a Nigeria nie wywalczyła awansu do fazy pucharowej. Dwa lata później uczestniczył w młodzieżowych mistrzostwach świata Holandii – w turnieju tym był podstawowym zawodnikiem reprezentacji (wystąpił w siedmiu meczach), która zajęła drugie miejsce. Ponadto zdobył bramkę w wygranym 3:0 spotkaniu fazy grupowej ze Szwajcarią.
W seniorskiej reprezentacji Nigerii zadebiutował 17 sierpnia 2005 w wygranym 1:0 meczu z Libią. Uczestniczył w Pucharze Afryki Narodów 2006, w którym Nigeryjczycy zajęli trzecie miejsce, a on strzelił gola w meczu fazy grupowej z Zimbabwe. Ponadto zdobył bramkę w serii rzutów karnych ćwierćfinałowego spotkania z Tunezją.
Brał również udział w Pucharze Narodów Afryki w 2008 i 2010 roku. W turnieju, który odbył się w Ghanie (2008) dotarł z reprezentacją do ćwierćfinału, natomiast w wygranym 2:0 meczu fazy grupowej z Beninem strzelił gola. Dwa lata później w Angoli kadra Nigerii zajęła trzecie miejsce, a Mikel w serii rzutów karnych ćwierćfinałowego meczu z Zambią zdobył bramkę. Kontuzja wykluczyła go z występu w mistrzostwach świata w Republice Południowej Afryki (2010). W roku 2013 wygrał Puchar Narodów Afryki, pokonując w finale reprezentację Burkina Faso 1-0.
30 czerwca 2019 rozegrał ostatni mecz dla reprezentacji Nigerii w fazie grupowej w Pucharze Narodów Afryki, przeciwko reprezentacji Madagaskaru. Mecz zakończył się wynikiem 2:0 na korzyść Madagaskaru.
Po Pucharze Narodów Afryki John Obi Mikel zakończył reprezentacyjną karierę.

## Sukcesy

### Chelsea
- Premier League: 2009/2010, 2014/2015
- Puchar Anglii: 2006/2007, 2008/2009, 2009/2010, 2011/2012
- Puchar Ligi: 2006/2007, 2014/2015
- Tarcza Wspólnoty: 2009
- Liga Mistrzów: 2011/2012
- Liga Europy: 2012/2013

### Reprezentacyjne
- Puchar Narodów Afryki: 2013
- 3. miejsce w Pucharze Narodów Afryki: 2006, 2010, 2019
- 3. miejsce na Igrzyskach Olimpijskich: 2016
- Wicemistrzostwo świata U-20: 2005

### Indywidualne
- Srebrna Piłka Mistrzostw świata U-20: 2005
- Najbardziej obiecujący talent CAF: 2005
- Młody gracz roku w Chelsea: 2007, 2008[22]